# Аутар, Эдуард
Эдуард Аутар (нидерл. Eduard Autar) — суринамский шашист. Шестикратный чемпион Суринама по международным шашкам (1980, 1982, 1983, 1984, 1986, 1989). Международный гроссмейстер.

## Спортивные результаты
- Чемпионат Суринама: победитель (1980, 1982, 1983, 1984, 1986, 1989), бронзовый призёр (1981).

- Чемпионат Америки: 1981 (3 место), 1983 (3 место), 1985 (3 место).

- Чемпионат мира: 1982 года 11 место, 1984 года 17 место, 1986 года 14 место, 1988 года 12 место, 1990 года 16 место.